# Parque Natural de los Valles del Comapedrosa
El Parque Natural de los Valles del Comapedrosa (Parc Natural Comunal de les valls del Comapedrosa en catalán) es un espacio natural protegido de Andorra. Ocupa una superficie de 1.543 ha en la parroquia de La Massana, en el oeste del principado. El parque se encuentra en una zona montañosa de los Pirineos que incluye el punto culminante del país: el pico de Comapedrosa (2.942 m). Las glaciaciones de la era cuaternaria han modelado el relieve del parque y lo han dotado de circos y de lagos de origen glaciar. La belleza de los paisajes así como la riqueza de la fauna y flora lo convierten en un lugar preciado por los senderistas. El parque es usado principalmente por las actividades recreativas al aire libre que han reemplazado la práctica tradicional de la ganadería.

## Geografía

### Localización

Mapa de los espacios naturales protegidos de Andorra

El Parque Natural de los Valles del Comapedrosa se encuentra en la parroquia de La Massana en el oeste de Andorra. El pueblo más próximo es Arinsal, situado a un centenar de metros del límite meridional del parque. El parque ocupa una superficie de 1.543 Ha y se extiende sobre aproximadamente 6 km de oeste a este y 2 km de norte a sur.
Su límite occidental coincide con la frontera hispano-andorrana mientras su límite septentrional se superpone en parte en la frontera franco-andorrana. El parque es una continuidad de otros dos espacios naturales protegidos, el Parque Natural Regional de los Pirineos de Ariège en el lado francés y el Parque Natural del Alto Pirineo en el lado español. En el sur del parque se encuentra el dominio esquiable de Arinsal, perteneciendo a la estación de Vallnord.

### Orografía
Las dos cumbres más altas del país, el pico de Comapedrosa (2.942 m) y la Roca Entravessada (2.928 m) están situados a la parte occidental del parque. Esta última comprende otras montañas que rondan los 2.900 metros de altitud: el pico de Medacorba (2.913 m), el pico de Sanfonts (2.889 m), el pico de Baiau (2.885 m) y la aguja de Baiau (2.860 m). El punto más bajo del parque está situado cerca de su extremo meridional y se encuentra a una altitud de 1.500 m. El parque pertenece pues a la alta montaña pirenaica.

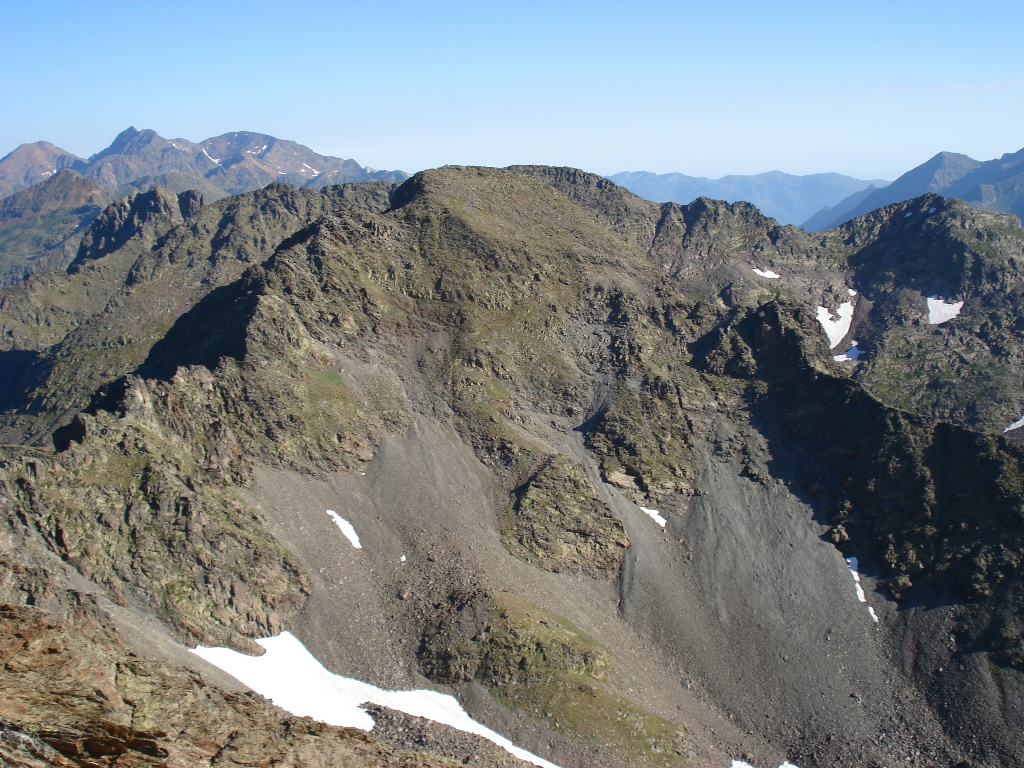
Roca Entravessada
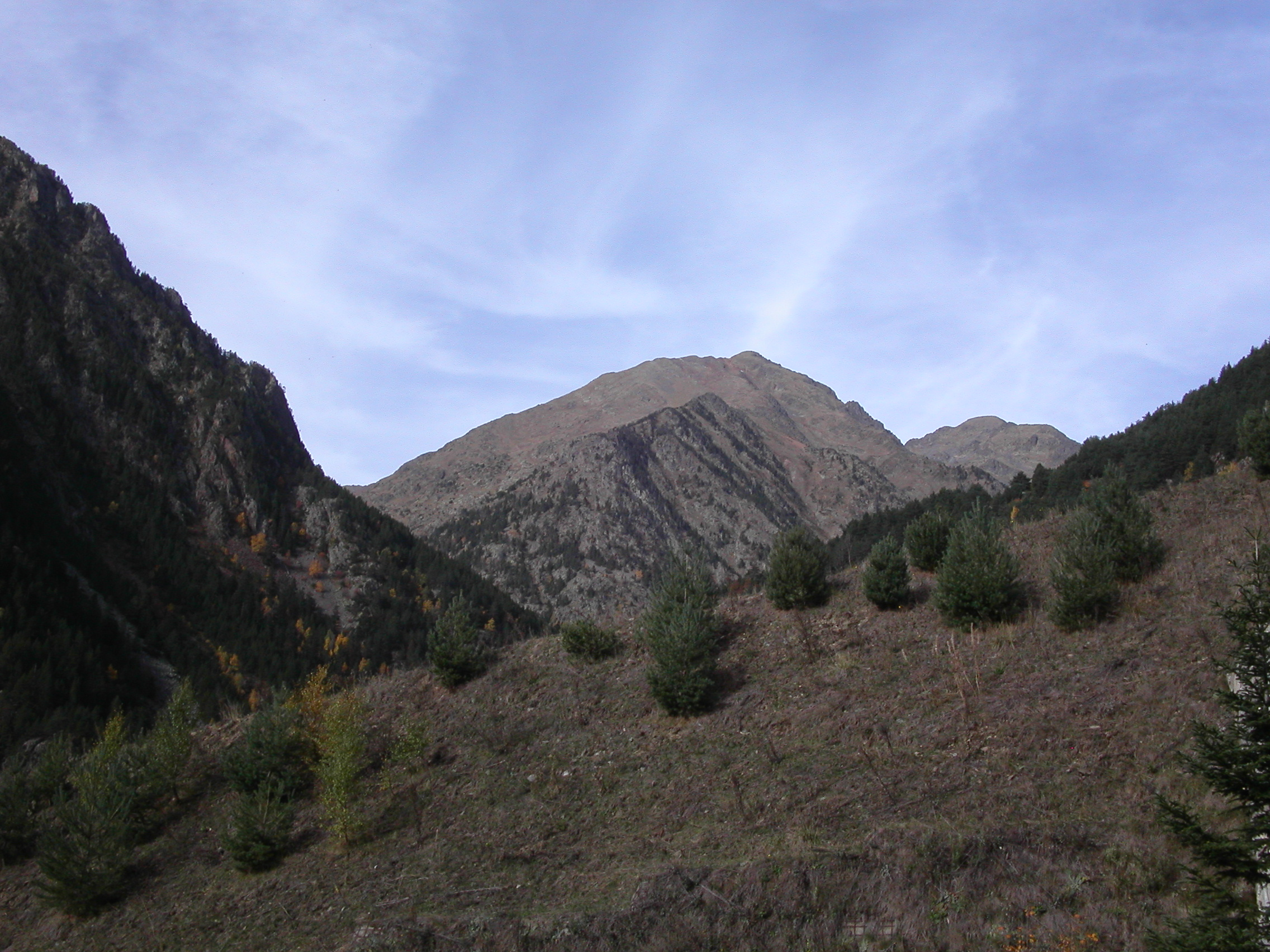
Comapedrosa
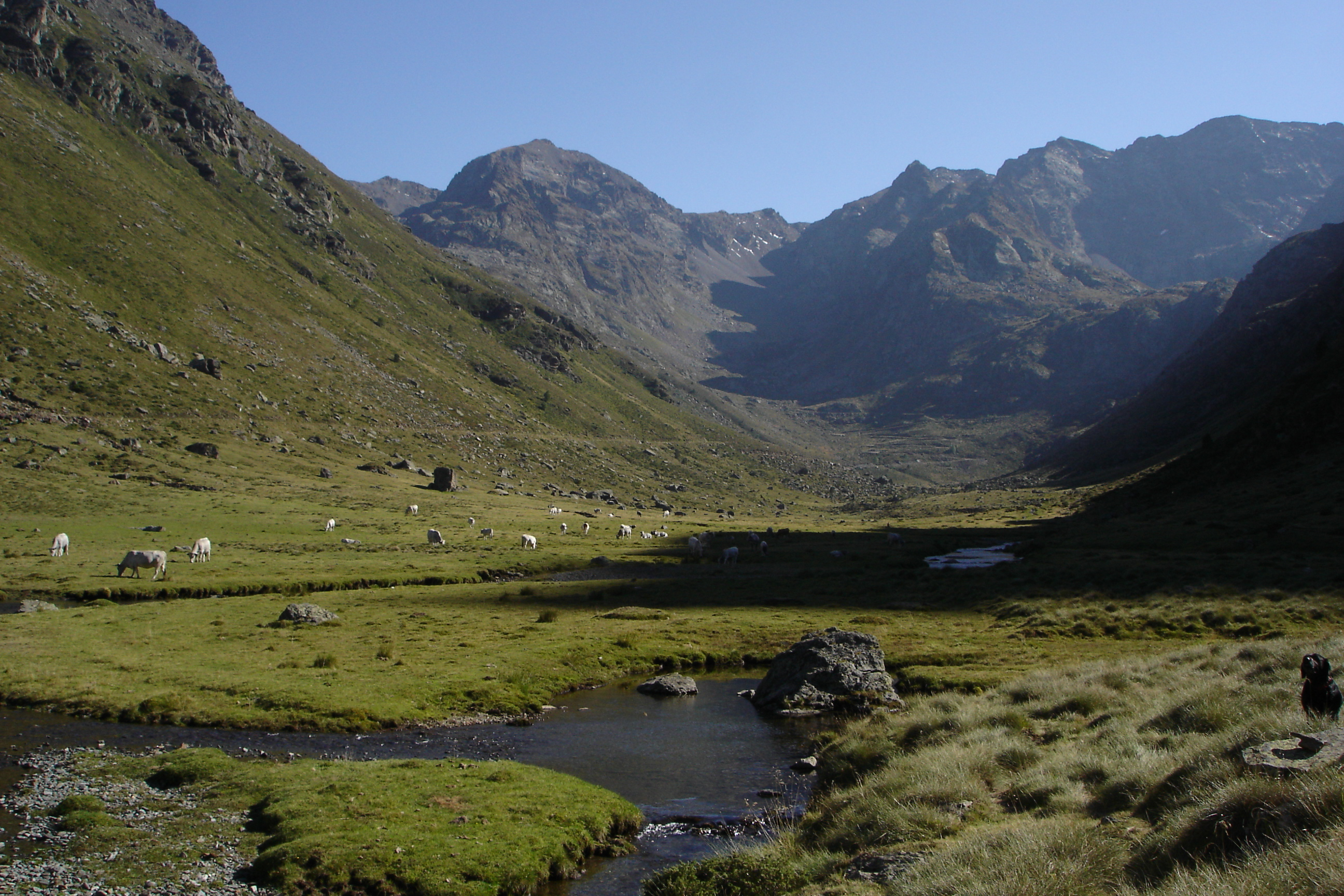
Pico de Medacorba, desde Francia

### Hidrografía
El Parque Natural Comunal de les Valls del Comapedrosa está formado parte de la cuenca hidrográfica del río de Arinsal, de 3 km de largo  y afluente del Valira del Norte. Aun así el principal curso de agua del parque es el río Pollós. Este tiene 3,9 km de longitud y aunque es un afluente del río de Arinsal recoge las aguas del río de Comallempla, del río de Comapedrosa y del río de Areny.

Muchos lagos de origen glaciar se encuentran diseminados por el parque. Los Estanys Forcats constituyen no solo la más extensa lámina de agua del parque (aproximadamente 2 ha) sino que también son los lagos más altos del país. Entre los otros lagos del parque natural figuran el Estany Negro y el Estany de les Truites.

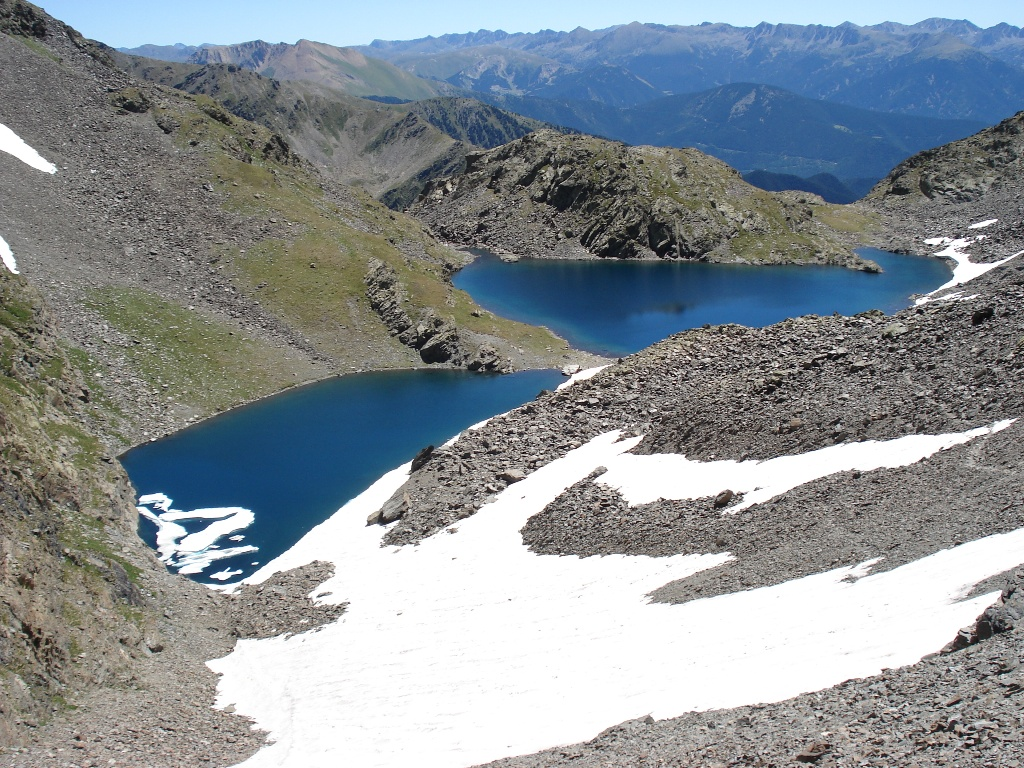
Estanys Forcats
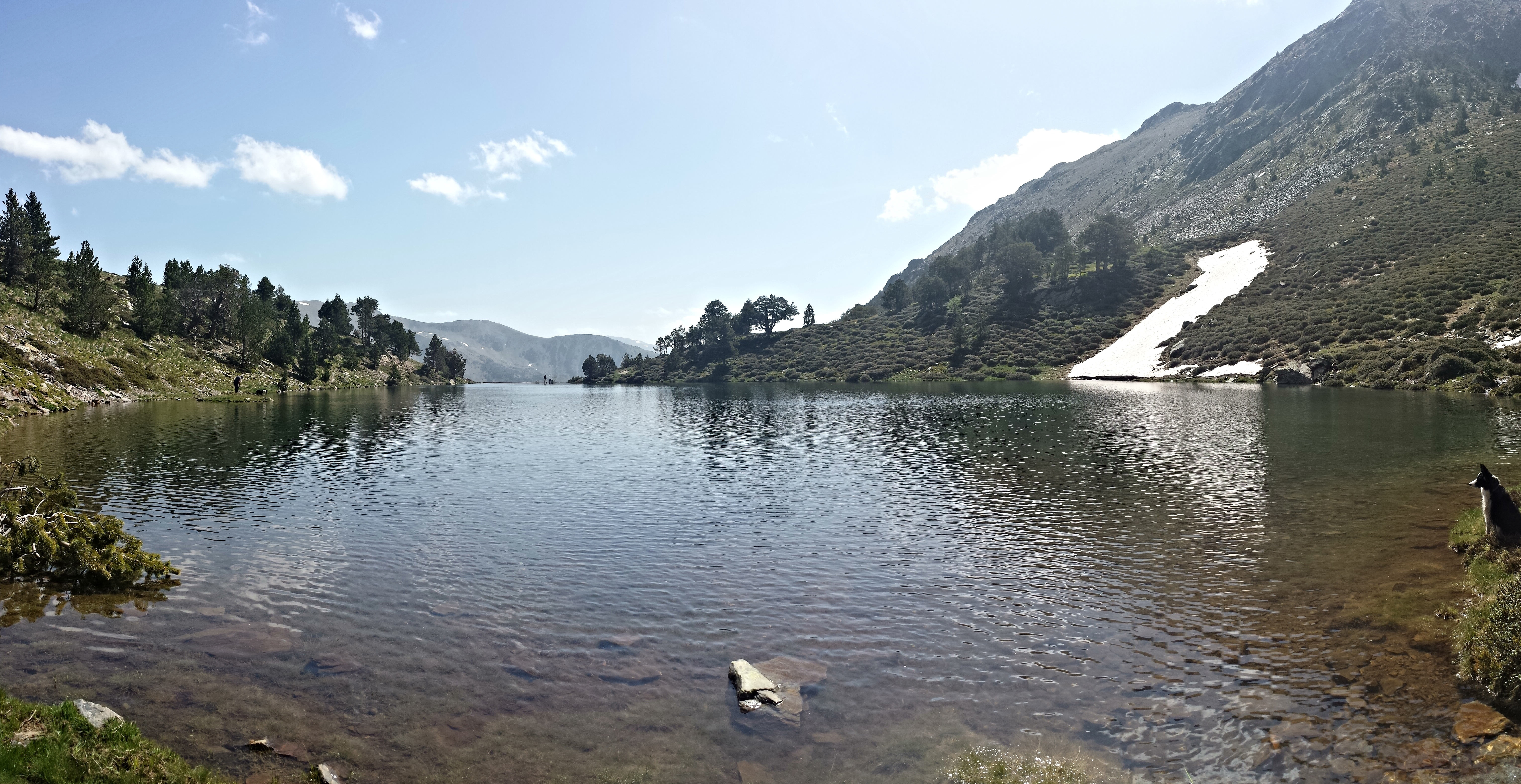
Estany de les Truites.
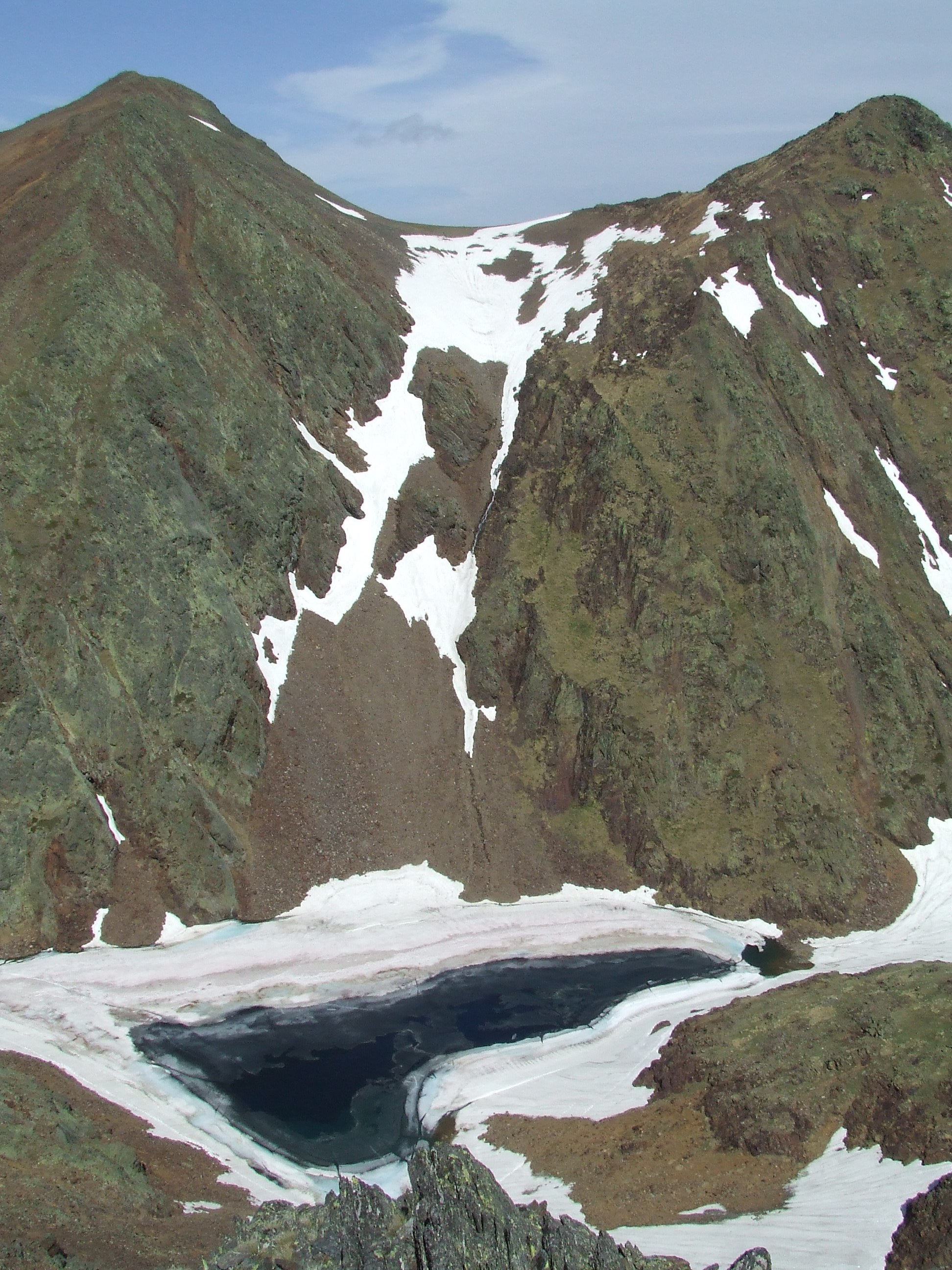
Estany Negro y Pico de Sanfonts.

### Clima
Hay instalada una estación meteorológica en el parque cerca de los Estanys Forcats a una altitud de 2.638 m, lo cual ha permitido profundizar los conocimientos en relación con el clima del macizo del Comapedrosa
El clima del parque es de tipo montañoso. Las zonas más elevadas se encuentran bajo influencia atlántica, mientras las zonas más bajas reciben la influencia mediterránea. Los inviernos son fríos con temperaturas medias negativas en enero mientras los veranos son templados con temperaturas medias que pueden llegar a 15 °C en julio. Las precipitaciones anuales son de aproximadamente 1.000 mm.

## Fauna y flora

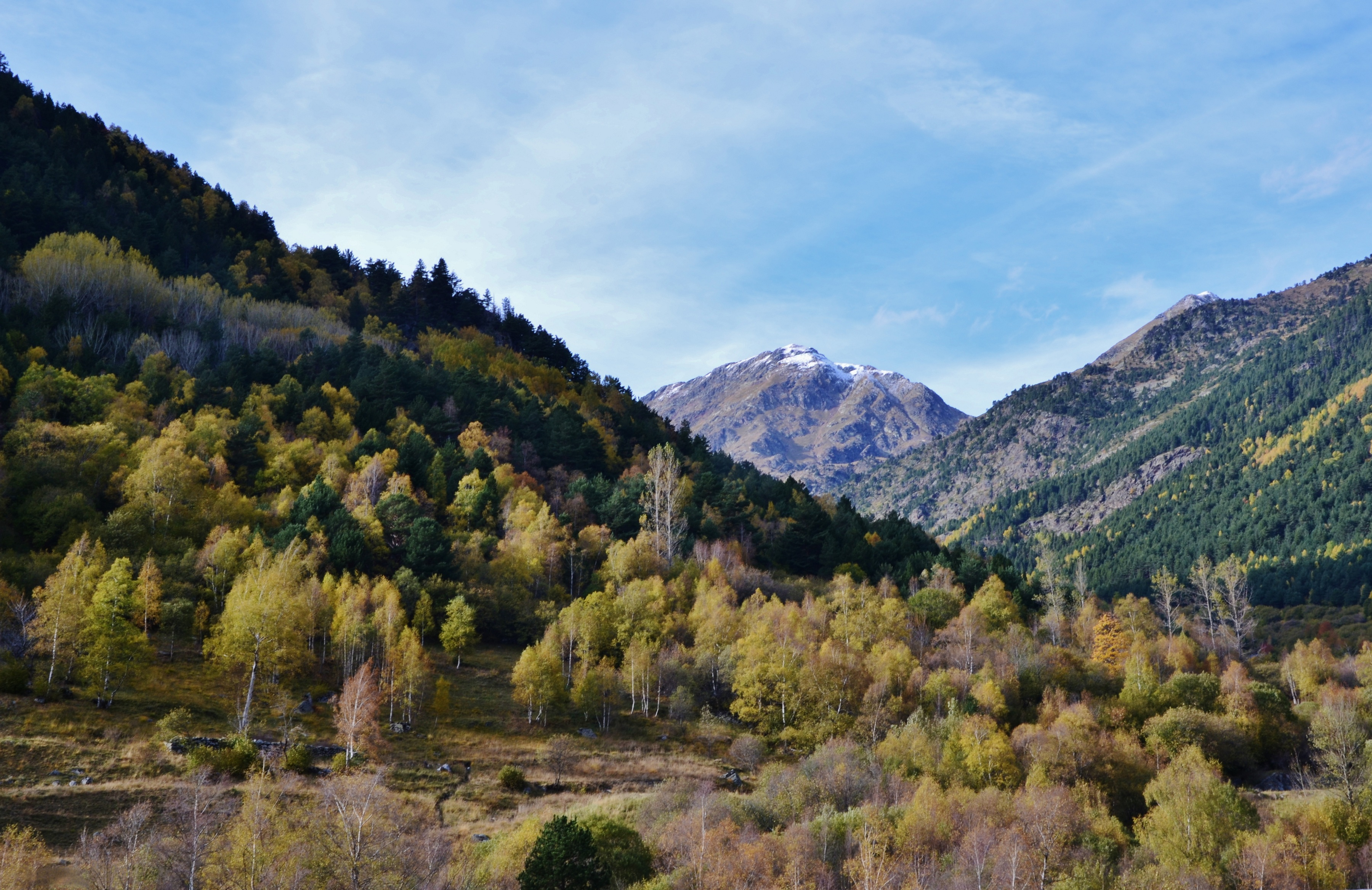
Bosques del parque natural.

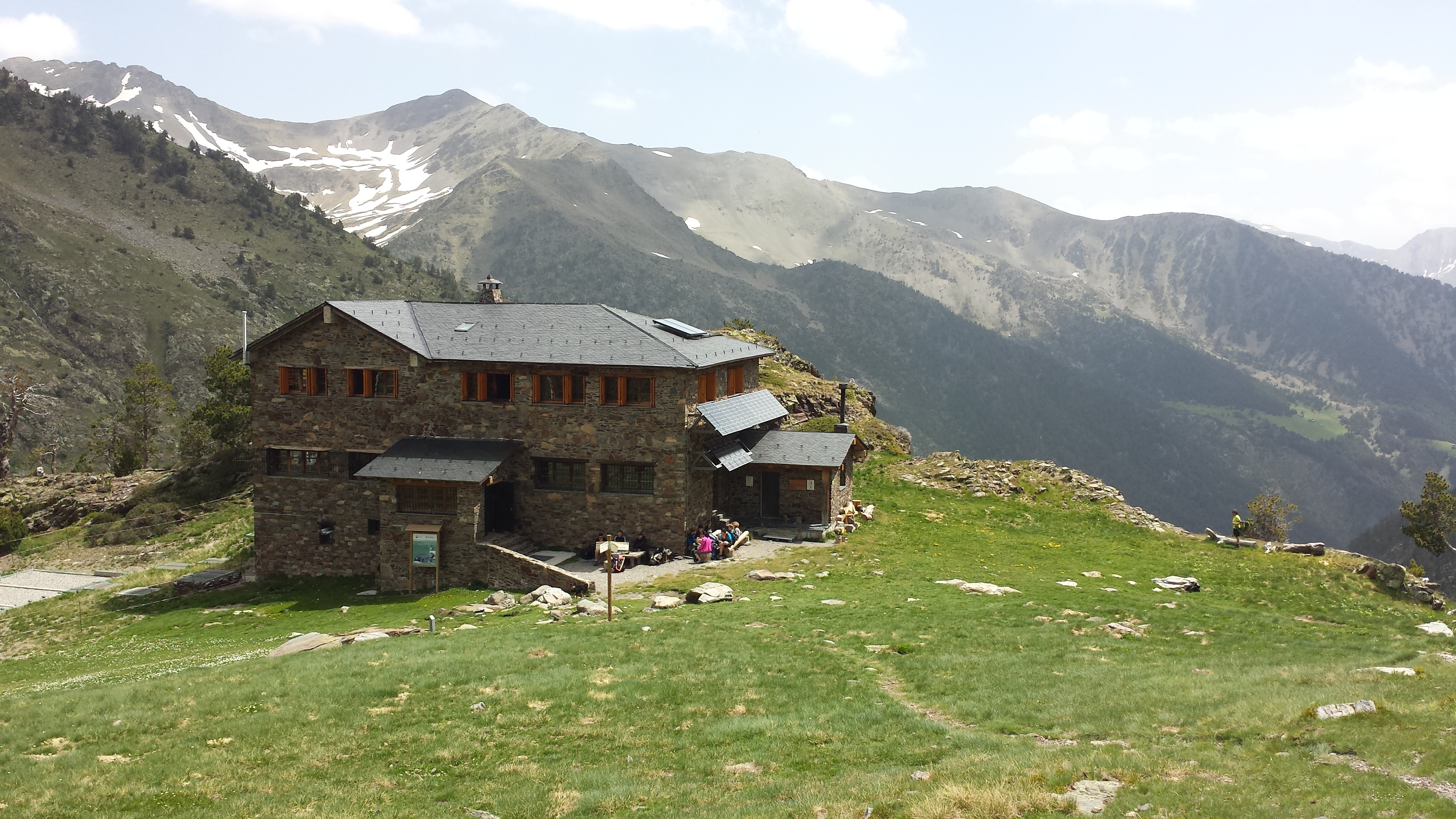
El refugio de Comapedrosa

El parque presenta una importante biodiversidad con 143 especies de vertebrados representadas que significa el 75% de las especies de toda Andorra.
Los bosques solo están presentes en la parte meridional del parque. Esencialmente se trata de pinares de pino silvestre (Pinus sylvestris) y de pino salgareño (Pinus negra). Se  encuentra igualmente otras especies de coníferas como por ejemplo el abeto blanco (Abies alba). Las otras especies de las zonas forestales incluyen el abedul (Betula pubescens), el avellano (Corylus avellana), el sauce (Salix caprea) y el álamo (Populus tremula).
Los bosques no se desarrollan en los pisos superiores del parque, donde son sustituidos por arbustos las especies principales de los cuales destacan el enebro común (Juniperus communis) y el arándano (Vaccinium myrtillus). También encontramos el saúco racemoso (Sambucus racemosa).

### Protección
El primer estudio para la creación de un parque natural en la zona fue escrito en 2001 por el Común de La Massana. Esto provocó la creación del parque el 18 de diciembre de 2003 confirmado por el boletín oficial del Principado de Andorra. El 27 de julio de 2006, el parque fue ampliado para ocupar su superficie actual de 1.543 ha. Finalmente, el 14 de abril de 2014, las zonas húmedas del parque fueron clasificadas por el Convenio de Ramsar.

### Coordinación transfronteriza
El 24 de agosto de 2018 se firmó en La Massana un protocolo de cooperación permanente de cuatro parques naturales existentes que convergen en el Parque Pirenaico de las Tres Naciones. Se trata del Parque Natural del Alto Pirineo en España, del Parque Natural Regional de los Pirineos de Ariège en Francia y de los dos parques naturales comunales de Andorra: Parque Natural de Sorteny y el Parque Natural de los Valles del Comapedrosa.